# Wilfrid Durry
Wilfrid Durry-Kiazin est un acteur français.

## Filmographie
- 1968 : Les Enquêtes du commissaire Maigret de Claude Barma, épisode : Félicie est là : Monsieur Lapie
- 1971 : La Maffia du plaisir de Jean-Claude Roy
- 1972 : François Gaillard ou la vie des autres de Jacques Ertaud, épisode : Cécile et Nicolas
- 1973 : La famille heureuse
- 1974 : La Bonzesse de François Jouffa
- 1976 : Les Vécés étaient fermés de l'intérieur de Patrice Leconte
- 1981 : Viens chez moi, j'habite chez une copine de Patrice Leconte
- 1983 : Circulez y'a rien à voir de Patrice Leconte